# Associazione Sportiva Frosinone 1973-1974
Questa voce raccoglie le informazioni riguardanti l'Associazione Sportiva Frosinone nelle competizioni ufficiali della stagione 1973-1974.

## Rosa
| N. |                   | Ruolo | Calciatore        |
| -- | ----------------- | ----- | ----------------- |
|    | Italia (bandiera) | C     | Rodolfo Battista  |
|    | Italia (bandiera) | D     | Silvano Borrelli  |
|    | Italia (bandiera) | A     | Eugenio Brunello  |
|    | Italia (bandiera) | C     | Ugo Buttino       |
|    | Italia (bandiera) | A     | Cesare Carbone    |
|    | Italia (bandiera) | D     | Giancarlo Carloni |
|    | Italia (bandiera) | D     | Alberto Caroletta |
|    | Italia (bandiera) | C     | Giovanni Cupriani |
|    | Italia (bandiera) | D     | Amedeo Ferraro    |
|    | Italia (bandiera) | D     | Rutilio Filipponi |
|    | Italia (bandiera) | A     | Flammini          |
|    | Italia (bandiera) | D     | Luciano Gatti     |
|    | Italia (bandiera) | A     | Gabriele Guizzo   |
|    | Italia (bandiera) | C     | Mario Jannarilli  |

| N. |                   | Ruolo | Calciatore         |
| -- | ----------------- | ----- | ------------------ |
|    | Italia (bandiera) | P     | Sandro Luciani     |
|    | Italia (bandiera) | C     | Luciano Masiello   |
|    | Italia (bandiera) | D     | Arturo Massari     |
|    | Italia (bandiera) | C     | Giorgio Monaco     |
|    | Italia (bandiera) | P     | Walter Padovani    |
|    | Italia (bandiera) | A     | Massimo Palanca    |
|    | Italia (bandiera) | A     | Aldo Piemontese    |
|    | Italia (bandiera) | P     | Alberto Recchia    |
|    | Italia (bandiera) | A     | Amedeo Sorrentino  |
|    | Italia (bandiera) | D     | Nazzareno Spaziani |
|    | Italia (bandiera) | C     | Carlo Terlizzi     |
|    | Italia (bandiera) | C     | Nicola Verde       |
|    | Italia (bandiera) | C     | Luciano Vescovi    |